# Kendall-Jackson

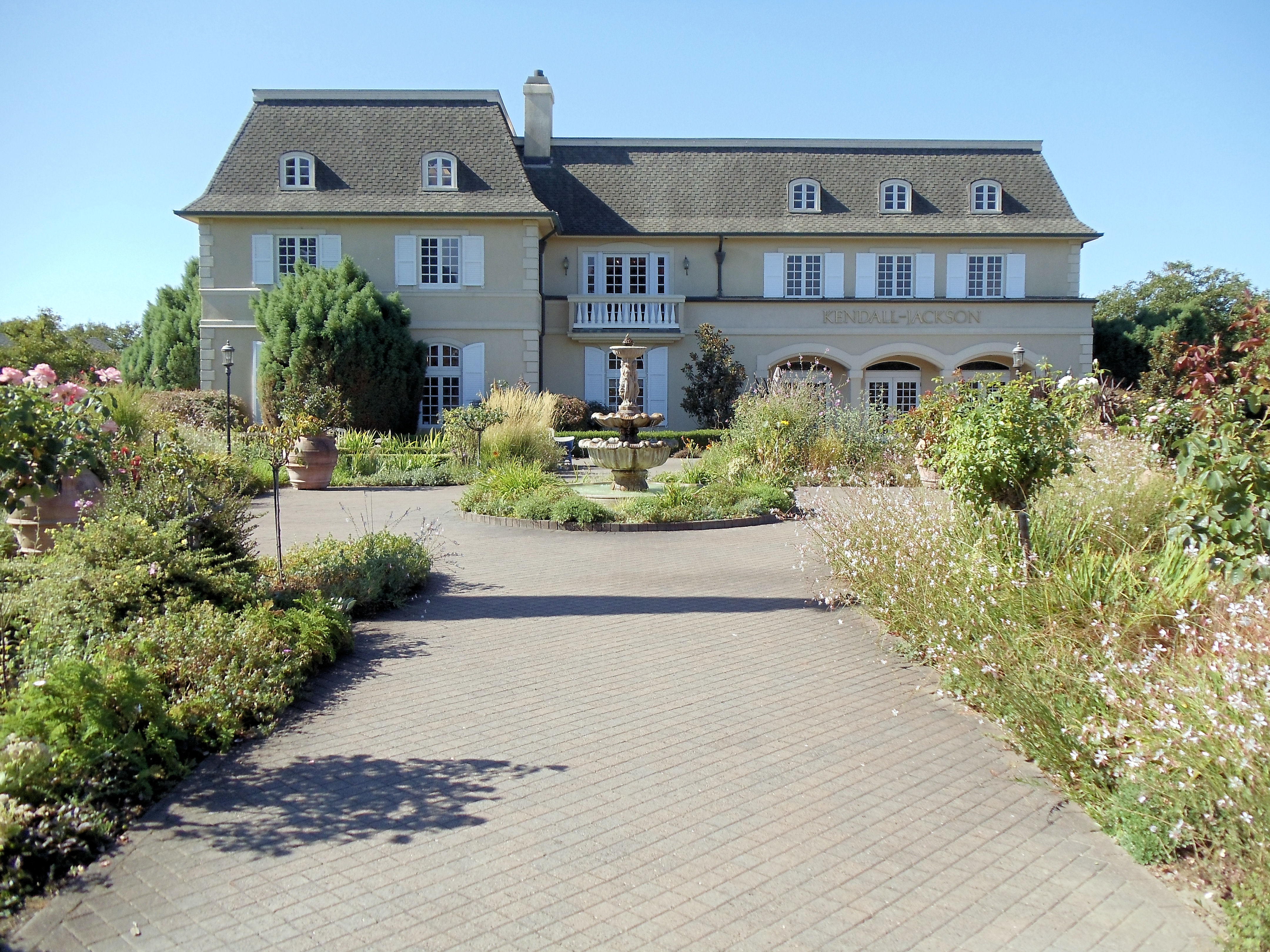
Centre de vin Kendall-Jackson en Californie

Kendall-Jackson est la marque de vins californiens phare de l'entreprise vitivinicole Kendall-Jackson Wine Estates, au sein du groupe Jackson Family Wines. Fondé en 1982 sous le nom de Kendall-Jackson Vineyards and Winery, Ltd. par Jess Stonestreet Jackson, le domaine a d'abord son siège à Lakeport, dans le comté de Lake. Désormais basée dans le comté de Sonoma, l'entreprise se situe parmi les plus importants groupes vinicoles américains, et reste la plus grande entreprise américaine de son secteur encore détenue par la famille fondatrice. Jess Jackson en fut le CEO et président jusqu'à sa mort en 2011, position reprise par son gendre Don Hartford.

## Historique
Jess Jackson, né en 1930, grandit à San Francisco où il fut initié à la vinification par des amis et voisins d'origine italienne. Après des études de droit à l'Université de Californie à Berkeley, il devient un avocat spécialisé dans les affaires immobilières. Il représente notamment le viticulteur Joe Gallo face à ses deux frères dans une dispute touchant au contrôle de l'exploitation familiale — un dossier qu'il perd.
La famille Jackson possédait quelque 32 hectares de poiraies et noyeraies à Lakeport, que Jess fait replanter de vigne. Il vend ses grappes à des domaines de la région, notamment Fetzer, mais en 1981 le marché subit un recul et il ne peut écouler ses fruits sans pertes. Il décide donc de se lancer dans la vinification et met en bouteille ses deux premiers vins de chardonnay sous l'étiquette Chateau du Lac. Le premier millésime représente une production de 12 000 caisses. Pendant près d'une décennie, Jackson continue à expérimenter avec différents cépages, les complémentant pour ses vins d'autres récoltes des mêmes cépages qu'il importe d'autres régions viticoles du nord de la côte californienne, une tendance alors à contre-courant de celle de l'industrie vitivinicole californienne, où de nombreux exploitants cherchent au contraire à développer un concept de terroir. Il identifie un créneau lucratif, celui des chardonnays de consommation courante, et fonde Kendall-Jackson Winery (Kendall est le nom de jeune fille de sa première femme, Jane).
Il recrute Jedidiah Steele comme vinificateur et le chardonnay Kendall-Jackson est un succès immédiat, notamment grâce à un accident dans le procédé qui produit une quantité anormale de sucre non fermenté. Le défaut de fabrication se révèle en effet être un hasard bienheureux car le goût doux et fruité du vin semble particulièrement plaire aux consommateurs américains. La popularité des chardonnays fruités aux États-Unis est souvent attribuée aux vins de Kendall-Jackson. Le premier vin millésimé de l'entreprise, le  Vintner's Reserve Chardonnay 1983, remporte la première médaille de platine d'un concours vinicole américain. La gamme Vintner's Reserve s'enrichit plus tard de vins mono-cépages à base de sauvignon blanc, cabernet sauvignon, pinot noir, merlot, zinfandel et riesling. Un label Grand Reserve est également créé, destiné à estampiller les bouteilles produites à partir des meilleures grappes des vignobles de l'exploitation. Jed Steele restera le vinificateur de Kendall Jackson pendant neuf millésimes.

## Croissance
Jackson continue une stratégie agressive d'acquisition de vignobles et de domaines. En 1995, il restructure sous l'ombrelle Artisans & Estates huit de ses plus modestes exploitations produisant chacune sous leur label propre (Stonestreet, Cambria, Camelot et Lakewood) et y intègre ses acquisitions les plus récentes (Edmeades, La Crema et Robert Pepi). Chacun de ces domaines opère de façon indépendante, produisant des vins à base de leurs propres vignobles. Il recrute parmi les vinificateurs les plus en vue, notamment Charles Thomas, anciennement chez Robert Mondavi, John Hawley de chez Clos du Bois et Tom Selfridge de Beaulieu Vineyard (ce dernier quittera ensuite le groupe pour aller chez Chalone, avant de devenir président de The Hess Collection Winery).
Le groupe détient également les domaines prestigieux Freemark Abbey dans la vallée de Napa et Byron près de Santa Barbara, rachetés à travers l'acquisition du groupe Legacy Estates en 2006 pour 97 millions de dollars, seulement deux mois après le rachat des domaines Robert Pecota à Napa et Murphy-Goode à Sonoma.
Kendall-Jackson Vineyard Estates détient des vignobles dans les principales régions viticoles de la côte californienne, notamment dans les comtés de Napa, Sonoma, Lake, Mendocino, Monterey et Santa Barbara.
La marque Kendall-Jackson a toujours ses labels Vintner's Reserve (pour la plupart désormais produits à partir de vignobles détenus par l'entreprise) et Grand Reserve (ce dernier étant décliné en mono-cépages chardonnay, cabernet-sauvignon, merlot, zinfandel et pinot noir). La collection Stature est le label de prestige de l'entreprise, Great Estates représente des vins de vignobles à l'appellation réputée, et Collage est la gamme de vins d'assemblages de la marque, introduite en 2000. Tous les vins de la marque Kendall-Jackson utilisent des bouchons synthétiques.
En 2006, la production annuelle de Kendall-Jackson était estimé à 3,8 millions de caisses, dont 2,3 millions de son chardonnay, qui en 2006 était la bouteille la mieux vendue dans les restaurants américains selon le magazine Restaurant Wine.